# Georges Frederic Roskopf

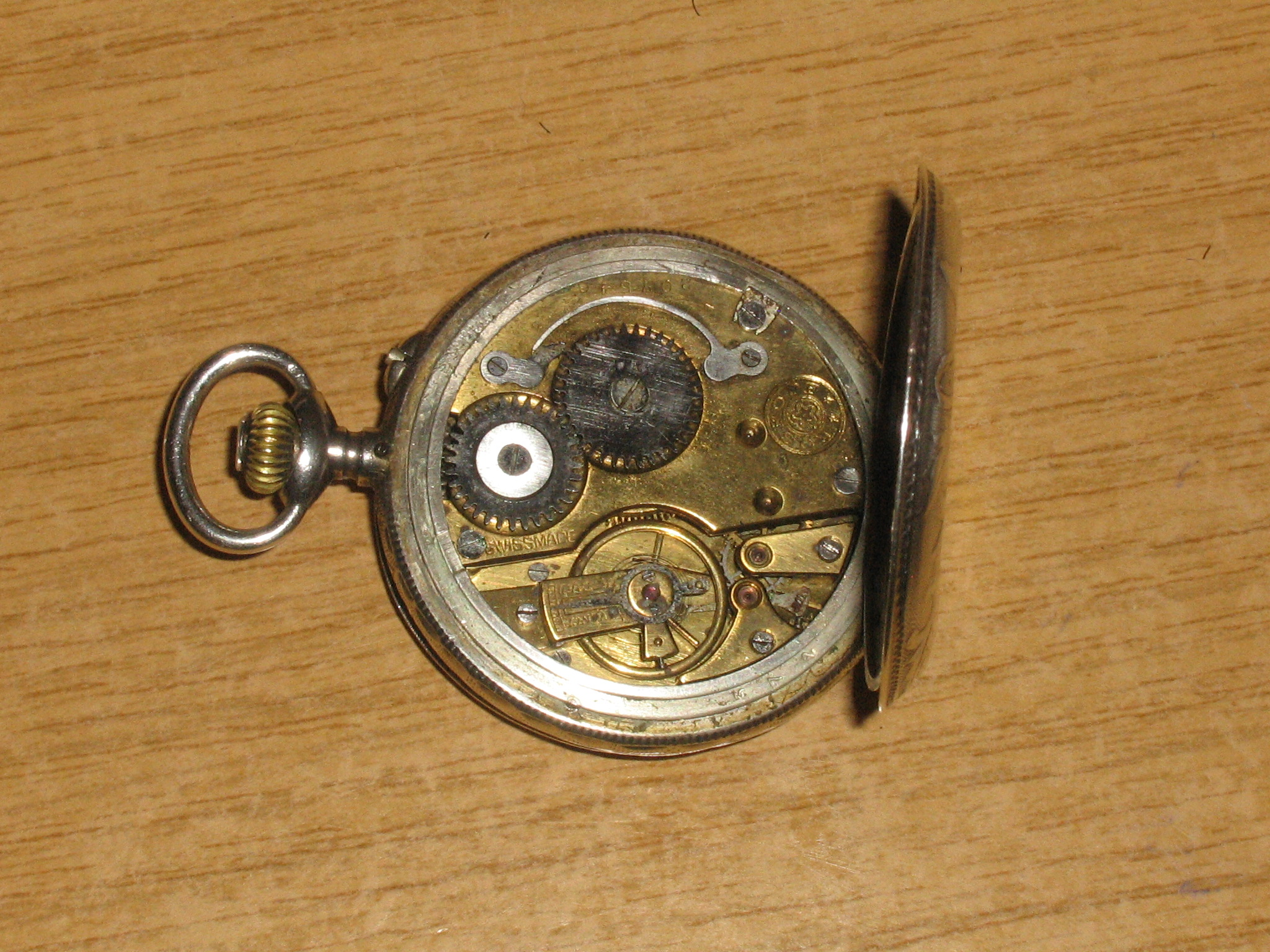
Maquinaria de un reloj tipo Roskopf.

Georges Frederic Roskopf (Niederweiler, Alemania, 15 de mayo de 1813 - Berna, Suiza, 14 de abril de 1889) fue un relojero suizo, el inventor del reloj "Roskopf".

## Biografía
Roskopf nació en Niederweiler (Alemania) y se nacionalizó suizo. En 1834 comenzó a trabajar como aprendiz de relojero, y durante dos años asimiló la parte teórica de la relojería y su fabricación.
En 1835 conoció a la mujer que se convertiría en su esposa, Lorimier, una viuda con dos hijos y vinculada a una adinerada familia. Se casaron ese mismo año, y con el dinero de Lorimier, Roskopf logró montar su propio taller de relojería. En dicho taller fabricaba relojes de cilindro y palanca para Bélgica y Estados Unidos. Aunque los relojes eran de alta calidad, su negocio no iba muy bien y decidió venderlo en 1850, pero siguió fabricando relojes en asociación con otros relojeros. Años después, ideó un reloj de bolsillo para el pueblo, que él denominó «reloj del proletariado», cuyo coste era de 20 francos, la paga semanal de un obrero. El reloj de Roskopf, al contrario de los que se fabricaban en la época (hechos de oro y plata), sólo era de metal barato, pero contaba con una robusta maquinaria.
Tras la muerte de su esposa en febrero de 1872, que le afectó profundamente, en 1873 traspasó su negocio a Wille Frères y Ch. Léon Schmid, y decidió retirarse a vivir en Berna, donde murió en 1889.

## El reloj tipo Roskopf
El reloj inventado por Georges Frederic Roskopf está compuesto de 57 piezas en lugar de las al menos 160 habituales en la época, y es fácil de fabricar de forma industrial. Aunque inicialmente fue destinado a un público proletario, el reloj paradójicamente también fue adoptado por las clases altas. De hecho, el público proletario no fue el primero en adquirir los relojes tipo Roskpof, sino aristócratas y oficiales del ejército. Roskopf no registró la patente del reloj (debido a que Suiza no contaba con ningún sistema de patentes), por lo que su invento fue copiado habitualmente y vendido bajo marcas tales como «Sistema Roskopf», «J. Roskopf», «W. Roskopf», o «Rosskopf».
No se sabe con total certeza cuántos relojes del tipo Roskopf fueron vendidos. Tras el fallecimiento de Georges Frederic Roskopf, varias empresas pretendían ser sus verdaderas sucesoras, pero eran Wille Frères y su socio quienes tenían los derechos. Entre ellas, la compañía creada por Fritz Edouard Roskopf (el hijo de Roskopf) vendió, tras el fallecimiento de su padre, 20 millones de relojes bajo la marca «F-E. Roskopf». Más adelante, el hijo de este y nieto de Roskopf, vendió unos 10 millones de relojes bajo la marca «Roskopf Nieto». Entre ambas marcas, se obtiene la suma de 30 millones de relojes vendidos.

## Libros
- Une histoire de famille, novela escrita por Liliane Roskopf (la bis-bis-nieta del inventor y periodista en la televisión suiza romanda). Editions Metropolis (2002), ISBN 978-2883401198.